# Ciudad Real (libro)
Ciudad Real es el primer libro de cuentos de Rosario Castellanos, publicado en 1960 por la Universidad Veracruzana.  El título del libro hace alusión a uno de los anteriores nombres de la antigua capital chiapaneca de San Cristóbal de Las Casas, sitio que funge como epicentro de los diez relatos que componen al libro.: 162 : 14  Se trata de una obra enmarcada en el período de auge de la literatura indigenista en México y en la que Rosario Castellanos explora las ríspidas relaciones entre los ladinos y los pueblos indígenas de los Altos de Chiapas, durante la decadencia de San Cristóbal de Las Casas en la época posterior a la Revolución mexicana. La publicación del libro le valió a Rosario Castellanos el Premio Xavier Villaurrutia en 1960.